# Đường Lê Duẩn, Thành phố Hồ Chí Minh
Đường Lê Duẩn là một con đường tại trung tâm Quận 1, Thành phố Hồ Chí Minh, chạy từ Dinh Độc Lập đến Thảo Cầm Viên.

## Vị trí

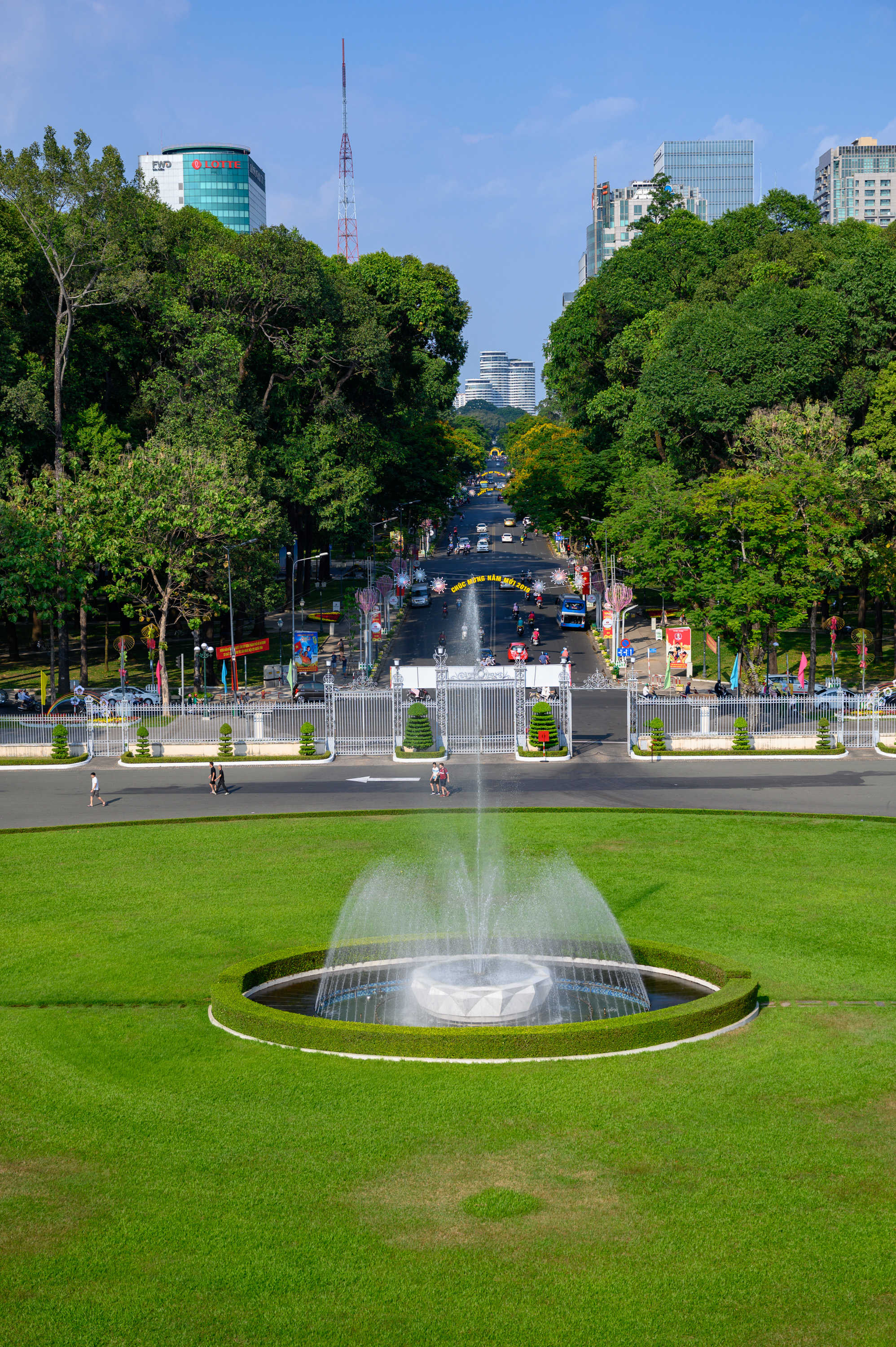
Đường Lê Duẩn nhìn từ Dinh Độc Lập

Tuyến đường này bắt đầu từ đường Nam Kỳ Khởi Nghĩa trước cổng Dinh Độc Lập, cắt qua các tuyến đường: Pasteur, Phạm Ngọc Thạch – Công trường Công xã Paris, Hai Bà Trưng, Lê Văn Hưu, Mạc Đĩnh Chi, Đinh Tiên Hoàng – Tôn Đức Thắng và kết thúc tại đường Nguyễn Bỉnh Khiêm trước cổng Thảo Cầm Viên.

## Lịch sử

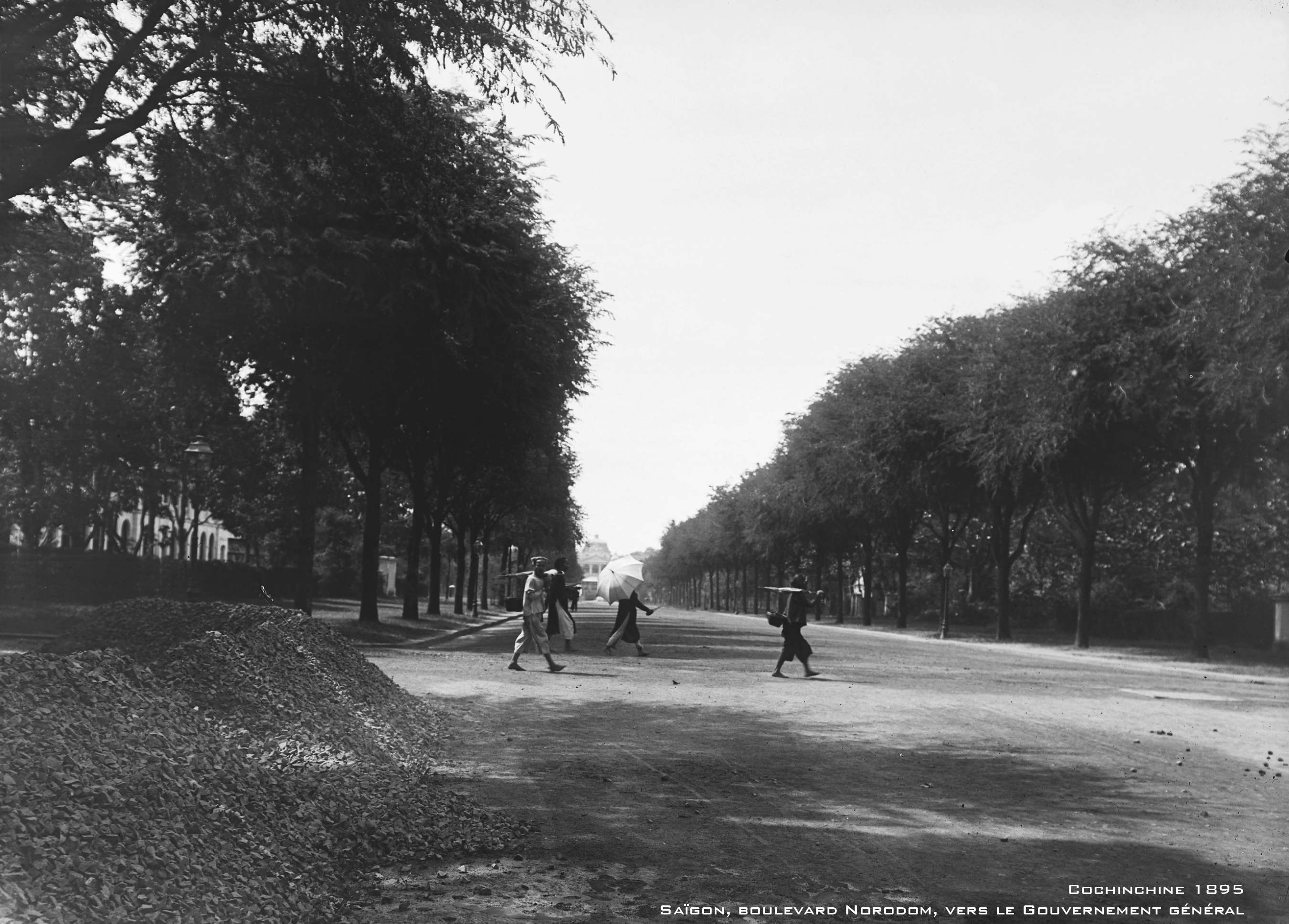
Đại lộ Norodom nhìn về hướng dinh Toàn quyền vào năm 1895

Đây là một trong năm đại lộ đầu tiên tại Sài Gòn được người Pháp quy hoạch. Theo học giả Vương Hồng Sển, đường được mở vào năm 1872, sau khi Dinh Toàn quyền được xây dựng; lúc bấy giờ đường có tên là đại lộ Norodom (tiếng Pháp: boulevard Norodom), theo tên vua Norodom của Campuchia. Ban đầu, đại lộ chỉ mở đến đường Catinat, ít lâu sau được kéo dài đến đường Bangkok (vị trí hào thành Gia Định cũ, nay là đường Mạc Đĩnh Chi). Cuối thập niên 1880, sau khi các lũy đất của thành Gia Định bị san bằng hoàn toàn, đại lộ Norodom mới được nối dài thêm một đoạn, đi trước mặt khu doanh trại đến đường Tây Ninh (nay là đường Nguyễn Bỉnh Khiêm).

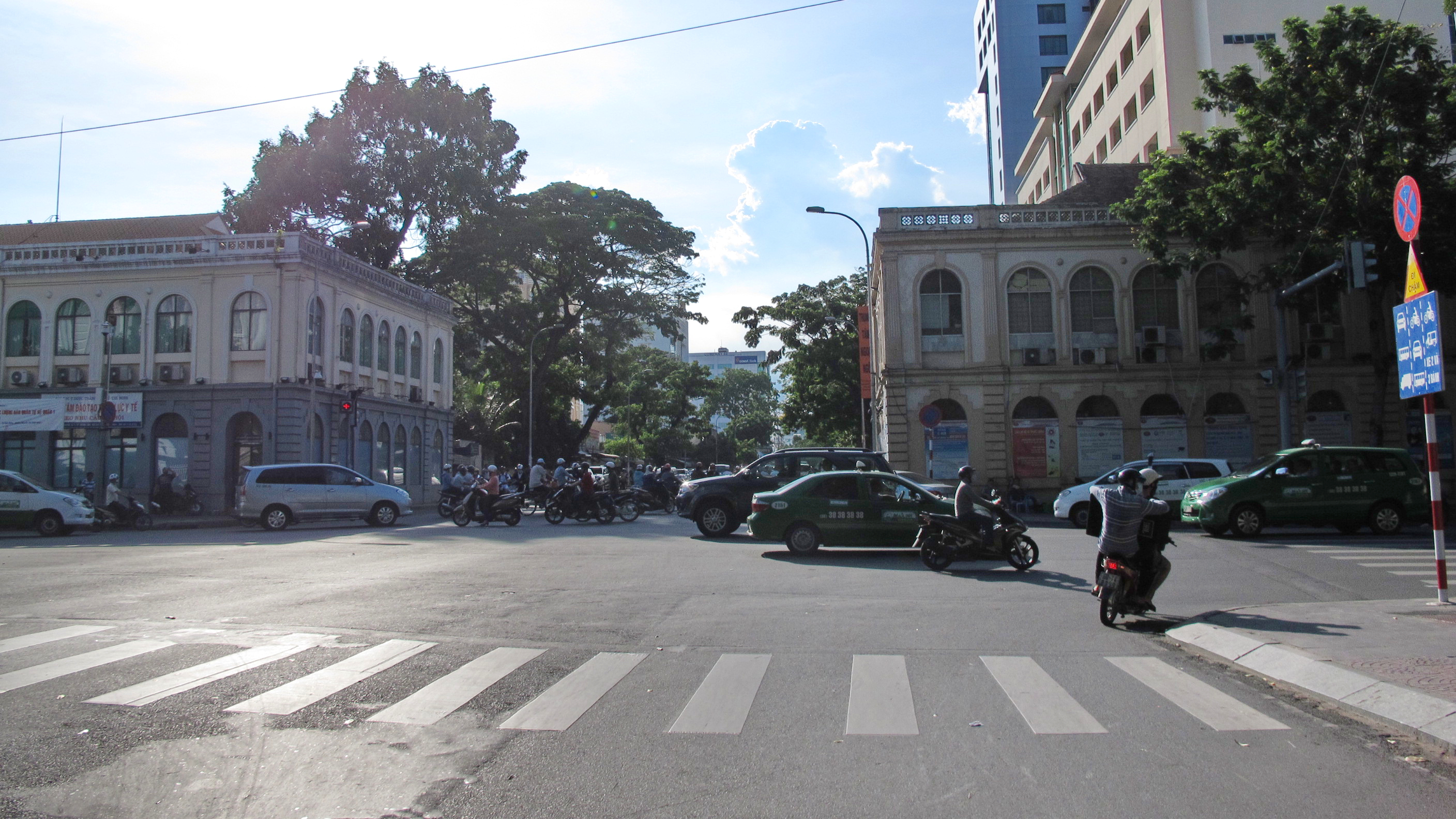
Hai khối nhà vốn là cổng thành Cộng Hòa (thành Ông Dèm) xưa tại giao lộ Lê Duẩn – Đinh Tiên Hoàng

Năm 1955, chính quyền Việt Nam Cộng hòa đổi tên đại lộ Norodom thành đại lộ Thống Nhất. Năm 1975, chính quyền Cộng hòa Miền Nam Việt Nam đổi thành đường 30 tháng 4 và đến năm 1986, Ủy ban nhân dân Thành phố Hồ Chí Minh quyết định đổi tên thành đường Lê Duẩn như hiện nay.